# 海爾號驅逐艦 (DD-133)
海爾號驅逐艦（舷號DD-133），轉交英國皇家海軍及皇家加拿大海軍後更名為考德威爾號，是一艘美國海軍建造的驅逐艦，為維克斯級驅逐艦的59號艦。她是美軍第一艘以海爾為名的軍艦，以紀念緬因州參議員尤金·海爾（Eugene Hale）。
海爾號在1918年於巴斯鋼鐵廠開始建造，在1919年下水服役，其時第一次世界大戰已經結束。接著海爾號分別在大西洋、地中海及北歐海域執勤。1922年海爾號退役封存，在1930年重返現役，並參與海軍多次演習與訓練。第二次世界大戰爆發後，海爾號在1940年按租借法案轉交英國，更名為考德威爾。此後考德威爾號主要負責護航商船，並曾轉到加拿大海軍名下服役。1942年底考德威爾號因颶風而嚴重受創，復修後在1944年停放退役，並在1945年除籍出售拆解。